# 懸吊 (機車)
摩托車的懸吊系統具有雙重用途：方便操控車輛和剎車，並且減少道路噪音，顛簸和振動對乘客的影響，以提供安全性和舒適性。
摩托車的懸吊系統包括在前懸架的一對前叉管，以及後懸架的搖臂，其中有一個或兩個減震器。